# Aftaleloven
Aftaleloven er en dansk lov. Aftaleloven fastsætter regler for, hvorledes aftaler indenfor formueretten indgås, herunder regler for anvendelse af fuldmagt.
Aftaleloven daterer sig tilbage til 1917, og er resultatet af et fællesnordisk samarbejde om fastlæggelse af ensartede regler om aftaleindgåelse i Danmark, Norge og Sverige. Reglerne i den nugældende aftalelov er stort set en uændret videreførelse af de oprindelige regler. Aftalelovens §1 bygger på princippet pacta sunt servanda, som betyder, at en gyldigt indgået aftale skal holdes.

## Aftalelovens navn, kaldenavn og forkortelse
"Lov om aftaler og andre retshandler på formuerettens område" som i § 1 fastslår, at "Tilbud og svar på tilbud er bindende for afgiveren". Dette betyder, at aftaleparterne som udgangspunkt er bundet af det, de aftaler. I daglig tale kendes denne lov også som "aftaleloven". Altså betegnes denne lov aftaleloven som sit kaldenavn. Mens aftaleloven forkortes AFTL.

## Aftaleindgåelse
En aftale består af to elementer. Et løfte og en accept af løftet. 
Ved indgåelse af aftaler fastsætter loven følgende procedure:
1. Der fremsættes et tilbud.
  - Når tilbuddet er kommet frem, er det bindende.
  - Annoncer og tilsvarende opfattes ikke som tilbud, men som opfordring til at give et tilbud.
2. Tilbuddet accepteres.
  - Kommer accepten for sent eller er den på anden vis ikke i overensstemmelse med tilbuddet, opfattes den som et nyt tilbud.
  - Afslås et tilbud, er tilbuddet ikke længere gældende(§ 5).

Man kan således som udgangspunkt ikke passivt indgå en aftale. Dette gælder også gaver, idet gaver kan indeholde forpligtelser; gaven skal modtages for at være "gyldig".

## Ugyldighed
En række forhold kan gøre en indgået aftale ugyldig:
- Tvang (§§ 28-29).
- Svig (§ 30).
- Urimelig udnyttelse af vanskeligheder, manglende indsigt, letsind eller afhængighedsforhold (§ 31).
- Forvanskning (§ 31).
- I strid med almindelig hæderlighed eller rimelighed(§§ 33 og 36).

Er aftalen ugyldig, skal den betragtes som ikke indgået.